# Vòng loại Giải vô địch bóng đá thế giới 1986 – Khu vực châu Á
Dưới đây là các ngày thi đấu và kết quả của vòng loại Giải vô địch bóng đá thế giới 1986 – Khu vực châu Á (AFC). Để có cái nhìn tổng quan về các vòng loại, hãy xem bài viết Vòng loại Giải vô địch bóng đá thế giới 1986.
Tổng cộng có 28 đội bóng thuộc AFC tham gia vòng loại. Tuy nhiên, Đài Loan (Trung Hoa Dân Quốc) được xếp vào khu vực châu Đại Dương thay vì châu Á. Khu vực châu Á được phân bổ 2 suất (trong tổng số 24 suất) tham dự vòng chung kết. Hai suất vào thẳng của châu Á đã thuộc về Iraq và Hàn Quốc .

## Thể thức thi đấu
27 đội tuyển được chia thành 2 khu vực dựa trên yếu tố địa lý: Khu vực A gồm 13 đội (các đội đến từ Tây Á) và Khu vực B gồm 14 đội (các đội đến từ Đông Á). Mỗi khu vực sẽ thi đấu theo 3 vòng:
- Vòng 1 (Vòng bảng): Các đội được chia thành 4 bảng, mỗi bảng gồm 3 hoặc 4 đội. Các đội sẽ thi đấu vòng tròn lượt đi và lượt về (sân nhà – sân khách). Đội đứng đầu mỗi bảng sẽ đi tiếp vào Vòng 2.

- Vòng 2 (Loại trực tiếp): 4 đội ở mỗi khu vực được bốc thăm chia cặp thi đấu theo thể thức loại trực tiếp lượt đi – lượt về. 2 đội thắng sẽ vào Vòng chung kết khu vực.

- Vòng cuối (Vòng chung kết khu vực): 2 đội còn lại ở mỗi khu vực thi đấu lượt đi – lượt về. Đội thắng ở mỗi khu vực sẽ giành quyền tham dự VCK World Cup 1986.

Do chiến tranh xảy ra ở các nước như Iran, Iraq và Lebanon, nên các đội này phải thi đấu tất cả các trận sân nhà trên sân trung lập hoặc sân khách.

## Khu vực A (Tây)

### Vòng 1

#### Bảng 1A
| Team        | Pld     | W       | D       | L       | GF      | GA      | GD      | Pts     |
| ----------- | ------- | ------- | ------- | ------- | ------- | ------- | ------- | ------- |
| UAE         | 2       | 1       | 1       | 0       | 1       | 0       | +1      | 3       |
| Ả Rập Xê Út | 2       | 0       | 1       | 1       | 0       | 1       | −1      | 1       |
| Oman        | Rút lui | Rút lui | Rút lui | Rút lui | Rút lui | Rút lui | Rút lui | Rút lui |

|             | Oman | Ả Rập Xê Út | Các Tiểu vương quốc Ả Rập Thống nhất |
| ----------- | ---- | ----------- | ------------------------------------ |
| Oman        | —    | —           | —                                    |
| Ả Rập Xê Út | —    | —           | 0–0                                  |
| UAE         | —    | 1–0         | —                                    |

#### Bảng 1B
| Team   | Pld     | W       | D       | L       | GF      | GA      | GD      | Pts     |
| ------ | ------- | ------- | ------- | ------- | ------- | ------- | ------- | ------- |
| Iraq   | 4       | 3       | 0       | 1       | 7       | 6       | +1      | 6       |
| Qatar  | 4       | 2       | 0       | 2       | 6       | 3       | +3      | 4       |
| Jordan | 4       | 1       | 0       | 3       | 3       | 7       | −4      | 2       |
| Liban  | Rút lui | Rút lui | Rút lui | Rút lui | Rút lui | Rút lui | Rút lui | Rút lui |

|        | Iraq | Jordan | Liban | Qatar                |     |
| ------ | ---- | ------ | ----- | -------------------- | --- |
| Iraq   | —    | 2–0    | —     | title="Iraq v Qatar" | 2–1 |
| Jordan | 2–3  | —      | —     | 1–0                  |     |
| Liban  | —    | —      | —     | —                    |     |
| Qatar  | 3–0  | 2–0    | —     | —                    |     |

#### Bảng 2A
| Team      | Pld | W | D | L | GF | GA | GD  | Pts |
| --------- | --- | - | - | - | -- | -- | --- | --- |
| Syria     | 4   | 3 | 1 | 0 | 5  | 0  | +5  | 7   |
| Kuwait    | 4   | 2 | 1 | 1 | 8  | 2  | +6  | 5   |
| Bắc Yemen | 4   | 0 | 0 | 4 | 1  | 12 | −11 | 0   |

|           | Kuwait | Cộng hòa Ả Rập Yemen | Syria |
| --------- | ------ | -------------------- | ----- |
| Kuwait    | —      | 5–0                  | 0–0   |
| Bắc Yemen | 1–3    | —                    | 0–1   |
| Syria     | 1–0    | 3–0                  | —     |

#### Bảng 2B
| Team      | Pld     | W       | D       | L       | GF      | GA      | GD      | Pts     |
| --------- | ------- | ------- | ------- | ------- | ------- | ------- | ------- | ------- |
| Bahrain   | 2       | 1       | 1       | 0       | 7       | 4       | +3      | 3       |
| Nam Yemen | 2       | 0       | 1       | 1       | 4       | 7       | −3      | 1       |
| Iran      | Bị loại | Bị loại | Bị loại | Bị loại | Bị loại | Bị loại | Bị loại | Bị loại |

|           | Bahrain | Iran | Cộng hòa Dân chủ Nhân dân Yemen |
| --------- | ------- | ---- | ------------------------------- |
| Bahrain   | —       | —    | 3–3                             |
| Iran      | —       | —    | —                               |
| Nam Yemen | 1–4     | —    | —                               |

### Vòng 2
| Đội 1   | TTS     | Đội 2 | Lượt đi | Lượt về |
| ------- | ------- | ----- | ------- | ------- |
| UAE     | 4–4 (a) | Iraq  | 2–3     | 2–1     |
| Bahrain | 1–2     | Syria | 1–1     | 0–1     |

#### Lượt đi
| UAE                             | 2–3    | Iraq                        |
| ------------------------------- | ------ | --------------------------- |
| Al-Talyani 15' · F. Khamees 60' | Report | Saeed 42', 79' · Hashim 81' |

| Bahrain  | 1–1    | Syria       |
| -------- | ------ | ----------- |
| Issa 42' | Report | Mahrous 61' |

#### Lượt về
| Iraq       | 1–2    | UAE                            |
| ---------- | ------ | ------------------------------ |
| Saddam 88' | Report | F. Khamees 2' · Al-Talyani 60' |

Hòa 4–4 sau hai lượt, Iraq vào Vòng chung kết khu vực A nhờ luật bàn thắng sân khách.
| Syria        | 1–0    | Bahrain |
| ------------ | ------ | ------- |
| Kardaghli 4' | Report |         |

Syria vào Vòng chung kết khu vực A.

### Vòng cuối
| Đội 1 | TTS | Đội 2 | Lượt đi | Lượt về |
| ----- | --- | ----- | ------- | ------- |
| Syria | 1–3 | Iraq  | 0–0     | 1–3     |

#### Lượt đi
| Syria | 0–0    | Iraq |
| ----- | ------ | ---- |
|       | Report |      |

#### Lượt về
| Iraq                                 | 3–1    | Syria              |
| ------------------------------------ | ------ | ------------------ |
| Saeed 28' · Mahmoud 49' · Allawi 72' | Report | Al-Sel 54' (ph.đ.) |

Iraq thắng chung cuộc 3–1 và giành vé dự World Cup 1986.

## Khu vực B (Đông)

### Vòng 1

#### Bảng 3A
| Team     | Pld | W | D | L | GF | GA | GD  | Pts |
| -------- | --- | - | - | - | -- | -- | --- | --- |
| Hàn Quốc | 4   | 3 | 0 | 1 | 8  | 1  | +7  | 6   |
| Malaysia | 4   | 2 | 1 | 1 | 6  | 2  | +4  | 5   |
| Nepal    | 4   | 0 | 1 | 3 | 0  | 11 | −11 | 1   |

|          | Hàn Quốc | Malaysia | Nepal |
| -------- | -------- | -------- | ----- |
| Hàn Quốc | —        | [[2–0    | 4–0   |
| Malaysia | 1–0      | —        | 5–0   |
| Nepal    | 0–2      | 0–0      | —     |

#### Bảng 3B
| Team       | Pld | W | D | L | GF | GA | GD | Pts |
| ---------- | --- | - | - | - | -- | -- | -- | --- |
| Indonesia  | 6   | 4 | 1 | 1 | 8  | 4  | +4 | 9   |
| Ấn Độ      | 6   | 2 | 3 | 1 | 7  | 6  | +1 | 7   |
| Thái Lan   | 6   | 1 | 2 | 3 | 4  | 4  | 0  | 4   |
| Bangladesh | 6   | 2 | 0 | 4 | 5  | 10 | −5 | 4   |

|            | Bangladesh | Ấn Độ | Indonesia | Thái Lan |
| ---------- | ---------- | ----- | --------- | -------- |
| Bangladesh | —          | 1–2   | 2–1       | 1–0      |
| Ấn Độ      | 2–1        | —     | 1–1       | 1–1      |
| Indonesia  | 2–0        | 2–1   | —         | 1–0      |
| Thái Lan   | 3–0        | 0–0   | 0–1       | —        |

#### Bảng 4A
| Team       | Pld | W | D | L | GF | GA | GD  | Pts |
| ---------- | --- | - | - | - | -- | -- | --- | --- |
| Hồng Kông  | 6   | 5 | 1 | 0 | 19 | 2  | +17 | 11  |
| Trung Quốc | 6   | 4 | 1 | 1 | 23 | 2  | +21 | 9   |
| Ma Cao     | 6   | 2 | 0 | 4 | 4  | 15 | −11 | 4   |
| Brunei     | 6   | 0 | 0 | 6 | 2  | 29 | −27 | 0   |

|            | Brunei | Trung Quốc | Hồng Kông | Ma Cao |
| ---------- | ------ | ---------- | --------- | ------ |
| Brunei     | —      | 0–4        | 1–5       | 1–2    |
| Trung Quốc | 8–0    | —          | 1–2       | 6–0    |
| Hồng Kông  | 8–0    | 0–0        | —         | 2–0    |
| Ma Cao     | [2–0   | 0–4        | 0–2       | —      |

#### Bảng 4B
| Team              | Pld | W | D | L | GF | GA | GD | Pts |
| ----------------- | --- | - | - | - | -- | -- | -- | --- |
| Nhật Bản          | 4   | 3 | 1 | 0 | 9  | 1  | +8 | 7   |
| CHDCND Triều Tiên | 4   | 1 | 2 | 1 | 3  | 2  | +1 | 4   |
| Singapore         | 4   | 0 | 1 | 3 | 2  | 11 | −9 | 1   |

|                   | Nhật Bản | Cộng hòa Dân chủ Nhân dân Triều Tiên | Singapore |
| ----------------- | -------- | ------------------------------------ | --------- |
| Nhật Bản          | —        | 1–0                                  | 5–0       |
| CHDCND Triều Tiên | 0–0      | —                                    | 2–0       |
| Singapore         | 1–3      | 1–1                                  | —         |

### Vòng 2
| Đội 1    | TTS | Đội 2     | Lượt đi | Lượt về |
| -------- | --- | --------- | ------- | ------- |
| Hàn Quốc | 6–1 | Indonesia | 2–0     | 4–1     |
| Nhật Bản | 5–1 | Hồng Kông | 3–0     | 2–1     |

#### Lượt đi
| Hàn Quốc                              | 2–0    | Indonesia |
| ------------------------------------- | ------ | --------- |
| Byun Byung-joo 73' · Kim Joo-sung 81' | Report |           |

| Nhật Bản                                    | 3–0    | Hồng Kông |
| ------------------------------------------- | ------ | --------- |
| Kimura 9' (ph.đ.) · Hara 11' · Mizunuma 53' | Report |           |

#### Lượt về
| Indonesia    | 1–4    | Hàn Quốc                                                                  |
| ------------ | ------ | ------------------------------------------------------------------------- |
| Sulaiman 87' | Report | Byun Byung-joo 7' · Choi Soon-ho 9' · Huh Jung-moo 32' · Kim Joo-sung 47' |

Hàn Quốc thắng chung cuộc 6–1 và vào Vòng chung kết khu vực B.
| Hồng Kông         | 1–2    | Nhật Bản              |
| ----------------- | ------ | --------------------- |
| Wan Chi Keung 79' | Report | Kimura 45' · Hara 90' |

Nhật Bản thắng chung cuộc 5–1 và vào Vòng chung kết khu vực B.

### Vòng cuối
| Đội 1    | TTS | Đội 2    | Lượt đi | Lượt về |
| -------- | --- | -------- | ------- | ------- |
| Nhật Bản | 1–3 | Hàn Quốc | 1–2     | 0–1     |

#### Lượt đi
| Nhật Bản   | 1–2    | Hàn Quốc                             |
| ---------- | ------ | ------------------------------------ |
| Kimura 43' | Report | Chung Yong-hwan 30' · Lee Tae-ho 42' |

#### Lượt về
| Hàn Quốc         | 1–0    | Nhật Bản |
| ---------------- | ------ | -------- |
| Huh Jung-moo 61' | Report |          |

Hàn Quốc thắng chung cuộc 3–1 và giành vé dự World Cup 1986.

## Đội tuyển vượt qua vòng loại
Hai đội tuyển sau đây đã vượt qua vòng loại để giành quyền tham dự Giải vô địch bóng đá thế giới 1986.
| Đội tuyển | Tư cách vượt qua vòng loại      | Ngày vượt qua vòng loại | Số lần tham dự FIFA World Cup trước đây |
| --------- | ------------------------------- | ----------------------- | --------------------------------------- |
| Iraq      | Chiến thắng Vòng cuối khu vực A | 29 tháng 11 năm 1985    | 0 (lần đầu)                             |
| Hàn Quốc  | Chiến thắng Vòng cuối khu vực B | 3 tháng 11 năm 1985     | 1 (1954)                                |

## Cầu thủ ghi bàn
7 bàn thắng
- Lau Wing Yip

6 bàn thắng
- Zhao Dayu

5 bàn thắng
- Kazushi Kimura

4 bàn thắng
- Liu Haiguang
- Mak King-Fun
- Bambang Nurdiansyah
- Dede Sulaiman
- Hussein Saeed
- Hiromi Hara
- Huh Jung-moo

3 bàn thắng
- Li Hui
- Zuo Shusheng
- Wan Chi Keung
- Ahmed Radhi
- Takashi Mizunuma
- Akihiro Nishimura
- Salah Al-Hasawi
- Zainal Abidin Hassan

2 bàn thắng
- Ibrahim Al-Hardan
- Ibrahim Farhan
- Ashrafuddin Chunnu
- Yang Zhaohui
- Lai Wing-Cheung
- Krishanu Dey
- Bikash Panji
- Khalil Allawi
- Abdul-Aziz Al-Anbari
- Faisal Al-Dakhil
- Alberto Carvalhal
- Dollah Salleh
- Mansoor Muftah
- Byun Byung-joo
- Kim Joo-sung
- Lee Tae-ho
- Mahmoud Al-Sayed
- Walid Abu Al-Sel
- Adnan Al-Talyani
- Fahad Khamees

1 bàn thắng
- Rahman Hisham Abdullah
- Yousif Al-Sobaei
- Adnan Ali Deif
- Ebrahim Isa
- Ashish Bhadra
- Kaiser Hamid
- Elias Hossein
- Zainudin Kassim
- Ahmed Rahim
- Jia Xiuquan
- Lin Lefeng
- Lin Qiang
- Wang Huiliang
- Cheung Chi Tak
- Cheung Ka-Ping
- Ku Kam Fai
- Sze Wai-Shan
- Camilo Gonsalves
- Sisir Ghosh
- Narender Thapa
- Herry Kiswanto
- Karim Allawi
- Shaker Mahmoud
- Haris Mohammed
- Wamidh Munir
- Karim Saddam
- Koichi Hashiratani
- Hisashi Kato
- Jamal Abu Abed
- Rateb Al-Dawud
- Issam Said Saleh
- Jamal Yaqoub
- Meng Kam Jong
- Daniel Pinto
- Yunus Alif
- Han Hyong-Il
- Song Chul Yu
- Yung Jong-Sung
- Abdulnaser Abbas
- Mohammed Khalifa Al-Ammari
- Ahmed Issa Al-Mohannadi
- Ali Mohammed Al-Saadah
- Adel Malulla
- Au-Yeong Pak Kuan
- Yahya Madon
- Cho Min-kook
- Choi Soon-ho
- Chung Jong-soo
- Chung Yong-hwan
- Kim Seok-won
- Park Chang-sun
- Abubakar Al-Mass
- Adnan Ahmed Al-Sabbou
- Tariq Abdullah Kassim
- Wagdan Mahmoud Shadli
- Radwan Al-Shaikh
- Abdul Kader Kardaghli
- Nizar Mahrous
- Marwan Medrati
- Thanis Areesa-ngarkul
- Narasak Boonkleang
- Vithoon Kijmongkolsak
- Sakdarin Thongmee

1 bàn phản lưới nhà
- Ng Chi Kit (trong trận gặp Trung Quốc)
- Rupak Ray Sharma (trong trận gặp Hàn Quốc)